# آلبرتا (ویرجینیا)
البرتا، ویرجینیا (به انگلیسی: Alberta, Virginia) یک منطقهٔ مسکونی در ایالات متحده آمریکا است که در ویرجینیا واقع شده‌است.

## خصوصیات
البرتا ۲٫۸ کیلومترمربع مساحت و ۳۰۶ نفر جمعیت دارد و ۱۲۱ متر بالاتر از سطح دریا واقع شده‌است.